# Моноліт (рок-гурт)
«Монолі́т» — сучасний український рок-гурт. Один з найкращих рок-гуртів нової регенерації за версією «М1» та фестивалю «Слов'янський рок». Перший український рок-гурт дебютний альбом якого був виданий компанією «Universal Music Group». Гурт виступав на таких фестивалях: «Червона Рута», «Суми-ROCK-FEST», «Про рок», «Слов'янський рок», «Рок дебют», «Золотий голос Бінго», «EXTREME-ZONE», «Захід», «Калина у вогні»(організатор Антон «Скейтер» Савчук) та ін.

## Дискографія
| Назва                       | Рік  | Посилання                                      | Список пісень |
| --------------------------- | ---- | ---------------------------------------------- | --- |
| «Жити, а не існувати»       | 2010 | Офіційний сайт/Дискографія/Жити, а не існувати | 1. Жити, а не існувати 2. Напролом 3. Де і коли 4. Моноліт 5. Слава Україні 6. Я не вірю у ці сни 7. Шлях до мрії 8. Дума про сонце 9. Монолит (рус.) 10. Тень и свет |
| сингл «Ласковый яд»         | 2011 | Офіційний сайт/Дискографія/Ласковий яд         | 1. Вкус яда 2. Ласковый яд 3. Побеждай или умри |
| сингл «Ласковый яд part II» | 2012 | Офіційний сайт/Дискографія/Ласковий яд part II | 1. Ласковый яд [dubstep electro version] 2. Побеждай или умри [symphonic version] 3. Biker's song                                                                     |
| сингл «Ласковый яд P.S.»    | 2012 | Офіційний сайт/Дискографія/Ласковий яд P.S.    | 1. Страх перебороть 2. Ласковый яд [darkwave dubstep version] 3. Напролом [live in Odessa]                                                                            |
| Тайный знак                 | 2012 | —                                              | 1. Навсегда 2. Ангел во тьме 3. Песнь Льда и Огня 4. Дух свободы 5. Лети стрелой 6. Ласковый яд 7. Не гаси огонь 8. Тайный знак                                       |
| Открой эту Ночь             | 2017 | --                                             | |

## Інше
- Слава Україні — пісня, яка увійшла в збірку Вся Рок-Україна;
- Напролом — пісня, яка увійшла в збірку Друге дихання-3;
- «Калина у вогні»— перший рок-фестиваль, організований Антоном «Скейтером» Савчуком — дитиною-інвалідом, у місті Жмеринка.
- Гасло гурту: «Монолі-і-іт»

## Відео
- «Ангел во тьме» (2008)
- «Напролом» (2009)
- Live Odesa (2011)
- Classic Rock Cover Show (2012)